# 무역협정
무역협정(貿易協定)은 투자 보증을 포함하기도 하는 다양한 세금, 관세, 무역 조약이다.
때로는 통상협정의 의미로 사용되며 때로는 지불협정 및 무역계획 등과 함께 통상협정의 일부를 구성하는 상품협정의 의미로 사용된다. 그러나, 최근에 와서는 후자의 의미로 사용되는 것이 보통이다.   상품협정이란 2국 또는 다수국 간에 서로 수출입되는 품목에 대해 그 종류·금액·교환비율·수출입시기·이용선박·관세 등에 관한 협정을 말한다.

## 같이 보기
- 통상협정
- 자유 무역 협정